# SouthPeak Games
 (juin 2019).
Si vous disposez d'ouvrages ou d'articles de référence ou si vous connaissez des sites web de qualité traitant du thème abordé ici, merci de compléter l'article en donnant les références utiles à sa vérifiabilité et en les liant à la section « Notes et références ».
SouthPeak Interactiv Corporation ou SouthPeak Games est un éditeur de jeux vidéo américain fondé en 1996 qui publie principalement ses titres en Amérique du Nord et en Europe. Basée à Midlothian dans l’État de Virginie.

## Jeux développés

### PC
| Titre                                     | Année de sortie | Genre                          |
| ----------------------------------------- | --------------- | ------------------------------ |
| Temüjin                                   | 1997            | Jeu d'aventure                 |
| Dark Side of the Moon: A Sci-Fi Adventure | 1998            | Jeu d'aventure                 |
| Wild Wild West: The Steel Assassin        | 1999            | Jeu d'aventure                 |
| Monster Madness: Battle for Suburbia      | 2007            | Shoot them up                  |
| Two Worlds                                | 2007            | RPG                            |
| Imperium Romanum (jeu vidéo)              | 2008            | Jeu de stratégie en temps réel |
| Dream Pinball 3D                          | 2008            | Jeu vidéo de flipper           |
| Roogoo                                    | 2008            | Jeu de puzzle                  |
| Legendary                                 | 2008            | FPS                            |
| X-Blades                                  | 2009            | Hack and Slash                 |
| Velvet Assassin                           | 2009            | Jeu d'action-aventure          |
| Raven Squad: Operation Hidden Dagger      | 2009            | Jeu de tir tactique            |
| Section 8                                 | 2009            | FPS                            |
| Trine                                     | 2009            | Jeu de plates-formes           |
| Horrid Henry: Missions of Mischief        | 2010            | Jeu d'aventure                 |
| Two Worlds II                             | 2011            | RPG                            |
| Stronghold 3                              | 2011            | Jeu de stratégie en temps réel |

### Xbox 360
| Titre                                | Année de sortie | Genre                 |
| ------------------------------------ | --------------- | --------------------- |
| Monster Madness: Battle for Suburbia | 2007            | Shoot Them Up         |
| Two Worlds                           | 2007            | RPG                   |
| Legendary                            | 2008            | FPS                   |
| X-Blades                             | 2009            | Hack and Slash        |
| Velvet Assassin                      | 2009            | Jeu d'action-aventure |
| Brave: A Warrior's Tale              | 2009            | Jeu d'action-aventure |
| Raven Squad: Operation Hidden Dagger | 2009            | Jeu de tir tactique   |
| Section 8                            | 2009            | FPS                   |
| Two Worlds II                        | 2011            | RPG                   |

#### XBLA
| Titre  | Année de sortie | Genre         |
| ------ | --------------- | ------------- |
| Roogoo | 2008            | Jeu de puzzle |

### Wii
| Titre                               | Année de sortie | Genre                 |
| ----------------------------------- | --------------- | --------------------- |
| Pool Party                          | 2007            | Billard               |
| Dream Pinball 3D                    | 2008            | Jeu vidéo de flipper  |
| Mushroom Men : La Guerre des spores | 2008            | Jeu d'action-aventure |
| Pirates Vs. Ninjas Dodgeball        | 2009            | Jeu vidéo de sport    |
| Roogoo Twisted Towers               | 2009            | Jeu de puzzle         |
| Brave: A Warrior's Tale             | 2009            | Jeu d'action-aventure |
| My Baby First Steps                 | 2009            | Jeu de simulation     |
| Horrid Henry: Missions of Mischief  | 2010            | Jeu d'aventure        |
| Sushi Go Round                      | 2010            | Jeu de simulation     |
| Sled Shred                          | 2010            | Jeu de sport          |
| Fast Food Panic                     | 2010            | Jeu de simulation     |

### PS2
| Titre                               | Année de sortie | Genre                |
| ----------------------------------- | --------------- | -------------------- |
| State of Emergency 2                | 2006            | FPS                  |
| Brave: The Search for Spirit Dancer | 2007            | Jeu de plates-formes |
| Iridium Runners                     | 2008            | Racing               |
| B-Boy                               | 2008            | Jeu de rythme        |

### PS3
| Titre                         | Année de sortie | Genre                 |
| ----------------------------- | --------------- | --------------------- |
| Hail to the Chimp             | 2008            | Party game            |
| Monster Madness: Grave Danger | 2008            | Shoot them up         |
| Legendary                     | 2008            | FPS                   |
| X-Blades                      | 2009            | Hack and Slash        |
| 3D Dot Game Heroes            | 2010            | Jeu d'action-aventure |
| Two Worlds II                 | 2011            | RPG                   |

### PSP
| Titre | Année de sortie | Genre         |
| ----- | --------------- | ------------- |
| B-Boy | 2008            | Jeu de rythme |

### DS
| Titre                                      | Année de sortie | Genre                  |
| ------------------------------------------ | --------------- | ---------------------- |
| Scurge: Hive                               | 2006            | Jeu d'action-aventure  |
| Dream Pinball 3D                           | 2008            | Jeu vidéo de flipper   |
| Mister Slime                               | 2008            | Jeu de plates-formes   |
| Ninjatown                                  | 2008            | Jeu de stratégie       |
| My Baby Boy, My Baby Girl                  | 2008            | Jeu de simulation      |
| Mushroom Men : Les Premiers Champignhommes | 2008            | Rôle, plates-formes    |
| Big Bang Mini                              | 2009            | Shoot them up          |
| Roogoo Attack                              | 2009            | Jeu de puzzle          |
| My Baby First Steps                        | 2009            | Jeu de simulation      |
| Fast Food Panic                            | 2010            | Jeu de simulation      |
| Crime Scene                                | 2010            | Jeu d'aventure         |
| Brave: Shaman's Challenge                  | 2010            | Jeu de puzzle          |
| Horrid Henry: Missions of Mischief         | 2010            | Jeu d'aventure         |
| Sushi Go Round                             | 2010            | Jeu de simulation      |
| Dementium II                               | 2010            | Survival horror FPS    |
| Montessori Music                           | 2011            | Logiciel ludo-éducatif |

### GBA
| Titre                          | Année de sortie | Genre                 |
| ------------------------------ | --------------- | --------------------- |
| Juka and the Monophonic Menace | 2006            | Jeu d'action-aventure |
| Scurge: Hive                   | 2006            | Jeu d'action-aventure |